# Beluša
Beluša es un municipio del distrito de Púchov en la región de Trenčín, Eslovaquia, con una población estimada a final del año 2024 de 6183 habitantes.
Se encuentra ubicado al noreste de la región, cerca del río Váh (cuenca hidrográfica del Danubio) y de la frontera con la República Checa y la región de Žilina.

## Demografía
| Año        | 1994 | 2004    | 2014    | 2024    |
| ---------- | ---- | ------- | ------- | ------- |
| Población  | 6036 | 6081    | 5827    | 6183    |
| Diferencia |      | +0,74 % | −4,17 % | +6,10 % |

| Año        | 2023 | 2024    |
| ---------- | ---- | ------- |
| Población  | 6186 | 6183    |
| Diferencia |      | −0,04 % |